# Никад не реци никад
Никад не реци никад (енгл. Never Say Never Again) је шпијунски филм из 1983. године у ком игра Шон Конери и редитеља Ирвина Кашнера. Филм је темељен на роману Операција Гром о Џејмсу Бонду из 1961, који је раније прилагођен за филм Операција Гром из 1965. године. За разлику од већине филмова о Бонду, Никас не реци никад није продуцирао Eon Productions него Taliafilm Џека Шварцмана у сарадњи са Кевином Маклоријем, једним од оригиналних писаца приче романа Операција Гром са Ијаном Флемингом и Џекон Витингамом. Маклори је задржао права на снимање филма темељеног роману након дуге правне битке која датира из 1960-их.
Конери је играо улогу Бонда седми и посљедњи пут, обележавајући његов повратак у лик 12 година након филма Дијаманти су вечни. Наслов филма упућује на Конеријеву изјаву из 1971. године да „никада” више неће играти ту улогу. Како је Конери у време снимања имао 52 године, иако је скоро три године млађи од актуелног Бонда Роџера Мура, прича садржи остарелог Бонда који је враћен у акцију како би истражио крађу два нуклеарна оружја од стране Спектре. Снимања су укључивала Француску, Шпанију, Бахаме и Elstree Studios у Уједињеном Краљевству.
Филм је издат у октобру 1983. године, дистрибутера Warner Bros.-а и добио за позитивне критике, при чему је глума Конерија и Клауса Марије Брандауера издвојена за похвалу као емоционално резонантнија од типичних филмова о Бонду тога доба. Филм је остварио комерцијални успех, зарадио је 160 милиона долара на благајнама, мада мање укупно од филма Октопуси који је продуцирао Eon, издатог раније исте године.

## Радња
Након што агент MI6-а, Џејмс Бонд 007, не успе рутинску вежбу, његов надређени, М, наређује Бонду да оде у здравствену клинику изван Лондона како би се се вратио у форму. Док је тамо, Бонд је сведок мистериозне медицинске сестре по имену Фатима Блаш која садомазохистички удара пацијента у оближњој соби. Мушкарчево лице је завијено и након што Блаш заврши са батинама, Бонд види пацијента како користи машину која му скенира око. Бонда види Блашову, која шаље атентатора, Липпеа, да га убије у теретани клинике, али Бонд успева да убије Липпеа.
Блаш и њен сарадник, пилот америчких ваздухопловних снага и зависник од хероина, по имену Џек Петачи, оперативци су Спектре, криминалне организације коју води Ернст Ставро Блофелд. Петачи је подвргнут операцији на десном оку како би се ускладио са узорком мрежњаче америчког председника, који користи да заобиђе безбедност препознавања мрежњаче у станици, америчкој војној бази у Енглеској. Притом замењује лажне бојеве главе две крстареће ракете AGM-86B живим нуклеарним главама; Спектра тада краде бојеве главе, намеравајући да изнуди милијарде долара од влада НАТО-а. Блаш убија Петачија узрокујући да му се аутомобил сруши и експлодира, прекривајући трагове Спектре.
Министар спољних послова лорд Амброз наређује невољном М да поново активира одељак двоструких 0, а Бонд има задатак да пронађе нестало оружје. Бонд следи траг до Бахама где упознаје Домино Петачи, сестру пилота, и њеног богатог љубавника Максимилијана Ларга, који је најбољи агент Спектре.
Најџела Смол-Фосет из британске Високе комисије обавештава Бонда да Ларгова јахта сада иде ка Ници. Тамо, Бонд удружује снаге са својим француским контактом Никол и својим колегом и пријатељем из Ције, Феликсом Лајтером. Бонд одлази у центар за здравље и лепоту где се представља као запослени и, док масира Домино, сазнаје да је Ларго те вечери домаћин догађаја у казину. На добротворном догађају Ларго и Бонд играју 3-D видео игру под називом Domination; играч који губи у сваком потезу добија низ струјних удара све интензивнијег пропорционалног износа опкладе. Након што је изгубио неколико пута, Бонд на крају побеђује. Док плеше са Домино, Бонд је обавештава да је њен брат убијен по Ларговом наређењу. Бонд се враћа у своју вилу где проналази Никол мртву, лицем надоле на воденом кревету коју је убила Блаш. Након јурњаве возила на његовом мотору гране Q, Бонд се нашао у заседи и на крају га је ухватила Блаш. Признаје да је импресионирана њиме, и приморава Бонда да писмено изјави да му је она сексуални партнер „број један”. Бонд јој одвраћа пажњу обећањима, а затим користи пиштољ за наливперо за издавање гране Q да убије Блаш експлозивном стрелицом.
Бонд и Лајтер покушавају да се укрцају на Ларгову моторну јахту, Летећи тањир, у потрази за несталим нуклеарним главама. Бонд проналази Домино. Он покушава да Ларга учини љубоморним пољубивши Домино пред двосмерним огледалом. Ларго се разбесни, зароби Бонда и одведе њега и Домино у Палмиру, Ларгову оперативну базу у северној Африци. Ларго хладно кажњава Домино због његове издаје продајући је неким Арапима у пролазу. Бонд је касније побегао из свог затвора и спасио је.
Домино и Бонд се поново окупљају са Лајтером на подморници Америчке морнарице и прате Ларга до локације познате као Алахове сузе, испод пустињске оазе на етиопској обали. Бонд и Лајтер се инфилтрирају у подземни објекат и избија битка оружја између Лајтеровог тима и Ларгових људи у храму. У забуни, Ларго бежи са другом бојевом главом, првом већ деактивираном у Вашингтону, Бонд хвата и бори се са Ларгом под водом. Баш када Ларго покушава да употреби пиштољ за копље да убије Бонда, Домино га пуца пиштољем, освећујући се за смрт њеног брата. Бонд тада разбија нуклеарну бомбу под водом, спасавајући свет. Бонд се повлачи са дужности и враћа се на Бахаме са Домино, обећавајући да више никада неће бити тајни агент.

## Улоге
| Глумац                 | Улога                |
| ---------------------- | -------------------- |
| Шон Конери             | Џејмс Бонд           |
| Клаус Марија Брандауер | Максимилијан Ларго   |
| Ким Бејсингер          | Домина Петачи        |
| Макс фон Сидоу         | Ернст Ставро Блофелд |
| Едвард Фокс            | М                    |
| Алек Маковен           | Кју                  |
| Барбара Карера         | Фатима Блаш          |
| Берни Кејси            | Феликс Лајтер        |
| Памела Сејлем          | госпођица Манипени   |
| Роуан Аткинсон         | Најџел Смол Фосет    |
| Валерија Лион          | Госпођа са Бахама    |
| Милош Кирек            | Ковач                |
| Прунела Џи             | Патриша Фиринг       |